# 鲁德斯贝格
鲁德斯贝格是德国巴登-符腾堡州的一个市镇。总面积39.37平方公里，总人口11274人，其中男性5595人，女性5679人（2011年12月31日），人口密度286人/平方公里。